# Bertrando Alidosi
Bertrando Alidosi fou fill de Roberto Alidosi. Fou senyor i vicari pontifici d'Imola el 1372 succeint a Azzo Alidosi amb el que ja estava associat des del 1365 i per butlla del Papa Urbà V del 2 d'abril de 1365 va obtenir en comú la senyoria sobre Castel del Rio, Monte del Fine i Castiglione el 1366 confirmada per butlla del Papa Gregori IX el 26 d'agost de 1373. Es va casar amb Elisa Tarlato, filla de di Maso Tarlati, senyor de Pietramala, i germana del cardenal Galeotto. Va morir a Imola el 12 de novembre de 1391.
Fou el pare de Ludovico Alidosi. Entre altres fills va tenir a Giovanna Alidosi (morta el 1440), que es va casar amb Bartolomeo Brancaleoni, comte de Massa Trabària, senyor de Mercatello sul Metauro i Sant Angelo in Vado (mort el 1425), pares de Gentile Brancaleoni, comtessa de la Massa Trabària i senyor de Mercatello sul Metauro i de Sant'Angelo in Vado, que el 1455, un any abans de morir, es va fer monja i fou la dona (2 de desembre de 1437) de Frederic de Montefeltro, duc d'Urbino